# Гай Сімондс
Гай Гренвілл Сімондс (англ. Guy Granville Simonds; 23 квітня 1903, біля Бері-Сент-Едмендс, Саффолк — 15 травня 1974, Торонто) — канадський воєначальник, генерал-лейтенант Канадської армії, учасник Другої світової та Корейської війн. Начальник Генерального штабу Збройних сил Канади (1951—1955).

## Біографія
Гай Гранвіль Сімондс, офіцер у третьому поколінні, народився в Іксворті, Сассекс, Англія, 23 квітня 1903 року. У віці 9 років батьки приїхали до Ванкувера, а згодом він навчався у коледжі Ешбері в Оттаві; у 18 років він був прийнятий до Королівського військового коледжу у Кінгстоні. Після закінчення виша в 1925 році був прийнятий на військову службу в Королівський полк кінної артилерії і після семи років на офіцерських посадах у полку був обраний для вступу на артилерійські курси у Сполученому Королівстві. По поверненню до Канади Сімондс став військовим інструктором у Королівській канадській артилерійській школі. В 1936—1937 роках навчався у Штабному коледжі у Камберлі. Його знання та здібності як інструктора здобули йому посаду доцента кафедри артилерії в Королівському коледжі, а пізніше — інструктора з тактики.
З початком війни майор Сімондс вирушив з канадською 1-ю дивізією, де він був заступником начальника штабу з операцій, до Європи і протягом трьох місяців у 1940 році командував 1-м польовим полком Королівського канадського полку кінної артилерії.
У листопаді 1940 року він був призначений комендантом канадського курсу підготовки молодших штабних офіцерів (інтенсивна 14-тижнева програма, яка компенсувала один рік курсу у штабному коледжі в Камберлі), покликана заповнити дефіцит підготовлених штабних офіцерів. Потім він став ГСО I з другою канадською піхотною дивізією під керівництвом Віктора Одлума.
Незабаром після цього, у серпні 1941 року, він був призначений виконуючим обов'язки начальника штабу I канадського корпусу під керівництвом Ендрю МакНотона та Джорджа Піркса. Пізніше він був підвищений у бригадири і залишався в ролі начальника штабу під керівництвом Гаррі Крірара до середини липня 1942 р. За час перебування в посаді ним були проведені численні навчання, включаючи «Бампер» у вересні 1941 р. і «Тигр» у травні 1942 р., Сімондс в обох випадках привернув увагу британського лейтенант-генерала Бернарда Монтгомері.
У вересні 1942 року він був призначений командиром 1-ї піхотної бригади у 1-й канадській піхотній дивізії.
У січні 1943 року Сімондс став начальником штабу 1-ї канадської армії, знову служивши під керівництвом МакНотона. Але через спір з командувачем за результатами навчань, Сімондса протягом 48 годин перевели до 8-ї британської армії під командуванням Монтгомері, у складі якої він воював у Тунісі.
20 квітня 1943 року Сімондса було підвищено до майор-генерала і призначено командиром 2-ї канадської піхотної дивізії; він піднявся від майора до генерал-майора за три з половиною роки, швидше, ніж будь-який інший офіцер канадської армії. Всього через дев'ять днів його перевели командувати 1-ю канадською піхотною дивізією, замінивши генерал-майора Гаррі Салмона, який загинув у авіакатастрофі під час планування операції «Хаскі», вторгнення союзників на Сицилію.
Після успішного старту Італійської кампанії, де Сімондс особисто брав участь у Сицилійській операції та висадці на материкову Італію, він пізніше був відкликаний до Європи, отримав звання генерал-лейтенанта і призначений командувати 2-м канадським корпусом, а потім в Англії проходив підготовку до вторгнення в Нормандію.
Генерал-лейтенант Сімондс провів ряд успішних битв та операцій. Безпосередньо брав участь у битві за Кан, надалі бився з вермахтом на півночі Франції, його корпус грав виключну роль у битві на Шельді. Його новаторський, агресивний стиль керівництва військами стали хрестоматійними прикладами для багатьох канадських офіцерів.
Після закінчення воєнних дій в Європі генерал-лейтенант Сімондс командував канадськими військами в Нідерландах та канадськими окупаційними силами на північному заході Німеччини. У 1946 році його призначили до Королівського коледжу оборонних наук у Великій Британії, а в 1949 році він став начальником Національного коледжу оборони та Штабного коледжу армії Канади. Через два роки він був призначений начальником Генерального штабу, цю посаду посідав до виходу на пенсію у 1956 році.

## В. Черчиль
- Верховне командування Союзних експедиційних сил
- Луїс Бреретон
- Браян Хоррокс
- Гаррі Крірар
- Вільям Худ Сімпсон
- Жозеф де Гослар де Монсабер